# Свавар Маркуссон
Свавар Маркуссон (исл. Svavar Markússon; род. 30 мая 1935, Оулафсвик, Вестюрланд) — исландский легкоатлет, выступавший в беге на средние и длинные дистанции, барьерном беге и беге с препятствиями. Участник летних Олимпийских игр 1960 года.

## Биография
Свавар Маркуссон родился 30 мая 1935 года в исландском городе Оулафсвик.
Выступал в легкоатлетических соревнованиях за КР из Рейкьявика. Был многократным чемпионом и рекордсменом Исландии.
Выступал за сборную Исландии в международных матчах.
В 1958 году участвовал в чемпионате Европы в Стокгольме. В беге на 800 метров в четвертьфинале установил национальный рекорд — 1 минута 50,5 секунды, в полуфинале занял 7-е место (1.54,6). В беге на 1500 метров выбыл в полуфинале, заняв 7-е место (3.51,4).
В 1960 году вошёл в состав сборной Исландии на летних Олимпийских играх в Риме. В беге на 800 метров занял в забеге 1/8 финала 5-е место с результатом 1.52,88 уступив 1,43 секунды попавшему в полуфинал с 3-го места Лайошу Ковачу из Венгрии. В беге на 1500 метров занял в полуфинале 7-е место с результатом 3.47,20, проиграв 2,57 секунды попавшему в финал с 3-го места Арне Хамарсланну из Норвегии.

## Личные рекорды
- Бег на 800 метров — 1.50,5 (20 августа 1958, Стокгольм)[1]
- Бег на 1500 метров — 3.47,20 (3 сентября 1960, Рим)[1]